# Condé-Sainte-Libiaire
Condé-Sainte-Libiaire – miejscowość i gmina we Francji, w regionie Île-de-France, w departamencie Sekwana i Marna.
Według danych na rok 1990 gminę zamieszkiwało 1365 osób, a gęstość zaludnienia wynosiła 635 osób/km² (wśród 1287 gmin regionu Île-de-France Condé-Sainte-Libiaire plasuje się na 571. miejscu pod względem liczby ludności, natomiast pod względem powierzchni na miejscu 858.).